# Léon d'Hervey de Saint-Denys
Marie-Jean-Léon Le Coq, barone d'Hervey de Juchereau, marchese di Saint-Denys (Parigi, 6 maggio 1822 – Parigi, 2 novembre 1892), è stato un linguista, sinologo e traduttore francese conosciuto soprattutto per le sue ricerche sul sonno e i sogni, in particolare i sogni lucidi.

## Biografia
Professore di lingua cinese all'École spéciale des langues orientales, fu nominato commissario speciale per l'Impero cinese all'esposizione universale del 1867. Ivi, per la prima volta, sono presentati dei padiglioni nazionali e lo spazio riservato alla Cina suscitò particolare curiosità.
Nel 1874, succedette a Stanislas Julien alla cattedra di lingua e letteratura cinese e di lingua tatara e lingua mancese al Collège de France. Nel 1878 fu eletto membro dell'Académie des inscriptions et belles-lettres. Fu professore di Paul Pelliot.

## Il sogno lucido
Dall'età di 14 anni tenne un diario nel quale annotava al suo risveglio i sogni. In principio pensava che gli potessero essere funzionali come spunto per disegnare, poi scoprì che essi costituivano un interessante soggetto di studio per esso stesso. Incominciò dunque, continuando l'annotazione, a leggere tutte le opere che trovava sul soggetto.
Nel 1855 prospettò, rinunciandovi infine, di proporre una tesi sulla teoria del sonno e dei sogni all'Académie des inscriptions. Solo nel 1867 pubblicò anonimamente la sua opera, Les Rêves et les moyens de les diriger. sottotitolata Observations pratiques, nata sulle sue proprie osservazioni sui sogni iniziate dall'adolescenza e proseguite per molti anni successivi. Quest'opera interessò anche Freud, il quale dichiarò di esserne a conoscenza attraverso le citazioni di Vaschide in Le sommeil et les rêves e Havelock Ellis i quali a causa della sua rarità non riuscirono a prenderne visione. Escogitò inoltre, con lo scopo di dirigere i propri sogni, la tecnica della «solidarietà rimemorativa».

## Opere

### Onirologia
- Hervey de Saint-Denys (1867). Les Rêves et les moyens de les diriger, observations pratiques,testo online in lingua originale, I sogni e il modo di dirigerli, trad. di Carbone C. M., Il Minotauro, 2000
- C.M. den Blanken & E.J.G. Meijer (1988/1991). An Historical View of "Dreams and the Ways to Direct Them; Practical Observations" by Marie-Jean-Léon LeCoq, le Marquis d'Hervey-Saint-Denys,testo online in lingua originaleLucidity Letter, December, 1988, Vol.7, No.2,p. 67-78. Revised Edition:Lucidity, 1991,Vol.10 No.1&2, p. 311-322.
- Hervey de Saint-Denys (2016). Dreams and the Ways to Direct Them: Practical observations. Integral English translation by Drs. Carolus den Blanken. Editors: Drs. Carolus den Blanken; Drs. Eli Meijer. Editor Latin Sentences: Prof. Dr. Jan van Gijn.  Integral Edition, incl. original covers, frontispiece, as well as the  (censored) Appendix. Testo in linea]

### Sinologia e traduzioni dal cinese
- Recherches sur l'agriculture et l'horticulture des Chinois et sur les végétaux, les animaux et les procédés agricoles que l'on pourrait introduire dans l'Europe occidentale et le nord de l'Afrique, 1850
- La Chine devant l'Europe, 1859 Testo in linea
- Poésies de l'époque des Thang (VII, VIIII et IX siècles de notre ère), tradotto dal cinese, con uno studio sull'arte poetica in Cina, 1862.
- Recueil de textes faciles et gradués en chinois moderne, avec un tableau des 214 clefs chinoises et un vocabulaire de tous les mots compris dans les exercices, publié à l'usage des élèves de l'École spéciale des langues orientales, 1869
- Ban Zai Sau, pour servir à la connaissance de l'Extrême-Orient, 4 vol., 1873-1880
- Ethnographie des peuples étrangers à la Chine, opera composta nell'XIII secolo, da Ma-touan-lin, 2 vol., 1876-1878 testo in linea 1 2
- Trois nouvelles chinoises, 1885. Rieddizione in Six nouvelles chinoises, 1999
- La Tunique de perles, Un serviteur méritant, et Tang le Kïaï-Youen, trois nouvelles chinoises, 1889. Riedito in Six nouvelles chinoises, 1999
- Six nouvelles nouvelles, 1892. Riedizione : Six nouvelles nouvelles chinoises, 1999
- Écoutez là-bas, sous les rayons de la lune, traduzione di Li Bai e note del marchese d'Hervey Saint-Denis, rivisto da Céline Pillon, 2004

### Storia d'Italia
- Un roi, studio sul re Ferdinando II di Napoli, 1851
- Histoire de la révolution dans les Deux-Siciles depuis 1793, 1856

### Traduzioni dallo spagnolo
- Le Poil de la prairie, commedia in cinque atti di Don Manuel Breton de Los Herreros, 1847 testo in linea
- Insurrection de Naples en 1647, studio storico di Don Angel de Saavedra, duc de Rivas, 2 vol., 1849 testo in linea 1 2